# Letitia Vriesdeová
Letitia Vriesdeová (* 5. října 1964 Coronie) je bývalá surinamská běžkyně na středních tratích. Od roku 1985 se připravovala v Rotterdamu pod vedením trenéra Henka Kraaijenhofa.
Je sedminásobnou rekordmankou Jižní Ameriky (800 m, 1000 m a 1500 m venku a 800 m, 1000 m, 1500 m a 3000 m v hale). Startovala na pěti olympijských hrách (na dvou byla vlajkonoškou surinamské výpravy) a sedmi mistrovstvích světa v atletice. Na olympiádě nikdy nepostoupila do finále, na MS získala v běhu na 800 m stříbrnou medaili v roce 1995 a bronzovou v roce 2001, v roce 1991 skončila pátá. Na halovém mistrovství světa v roce 1995 obsadila na osmisetmetrové trati třetí místo. Je také vítězkou Panamerických her z roku 1999, mistryní Jižní Ameriky na 1500 m z roku 2001 a pětinásobnou vítězkou Středoamerických a karibských her (v letech 1990 a 1993 vyhrála na 1500 metrů a v letech 1993, 1998 a 2002 na 800 metrů). Po vítězství na Panamerických hrách v roce 2003 byla diskvalifikována pro překročení povolené hladiny kofeinu v těle, nebyla však potrestána následným distancem a o rok později Světová antidopingová agentura vyřadila kofein ze seznamu zakázaných látek.
Je vdaná a má dceru. Byla podle ní pojmenována ulice v Paramaribu a sportovní stadion ve městě Totness.

## Osobní rekordy
- 400 m – 52,01
- 800 m – 1:56,68
- 1500 m – 4:05,67
- 3000 m – 9:07,08[2]